# Ташкепри
Ташкепри (туркм. Daşköpri) — посёлок городского типа в Серхетабадском этрапе Марыйского велаята, Туркменистан. Посёлок расположен на левом берегу реки Мургаб, при железнодорожной станции Дашкепри на линии Мары — Серхетабад.
Статус посёлка городского типа с 1947 года. В советское время в посёлке работал каракулеводческий совхоз.

## Население
| 1959 | 1970 | 1979 | 1989 |
| ---- | ---- | ---- | ---- |
| 2150 | 3420 | 4065 | 1444 |